# Ge-språk

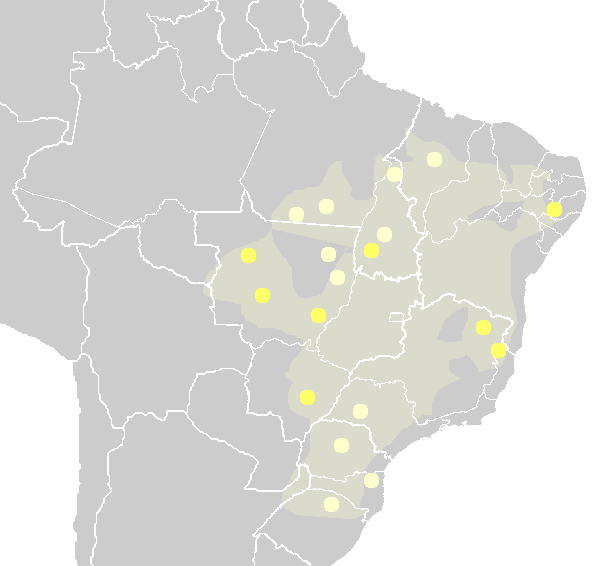
Ge-språken (klargul) och andra makro-ge-språk (mörkgul) där de talas i modern tid. Skuggad yta representerar språkfamiljens tidigare uppskattade utbredning.

Ge-språk är en språkgrupp som talas av ge-folken, en grupp brasilianska indianfolk.

## Indelning
Ge-språken delas in i följande språk:
- Jaikó (†) (nordlig ge)
- Central ge
  - Acroá (†)
  - Shawanti simi[2], (eller Xavante)
  - Xerénte (eller Sherenté)
  - Xakriabá (†) ( även Shacriaba)
- Nordlig ge
  - Apinayé
  - Kayapo[3] (även Kayapó, Mebengokre, Kokraimoro)
  - Panara (även Panará, Kren Akarore)
  - Suyá (även Kisêdjê)
- Timbira
  - Canela
  - Kreye
  - Gavião, pará (även Pará Gavião, Gavião do Mãe Maria, Parakatêjê, Perkatêjê, Pukobjê)
  - Krahô
  - Krikati-timbira
- (Sydlig ge)
  - Xokleng
  - Kaingang
  - São Paulo-Kaingang (†)